# Г
Cette page contient des caractères spéciaux ou non latins. S’ils s’affichent mal (▯, ?, etc.), consultez la page d’aide Unicode.

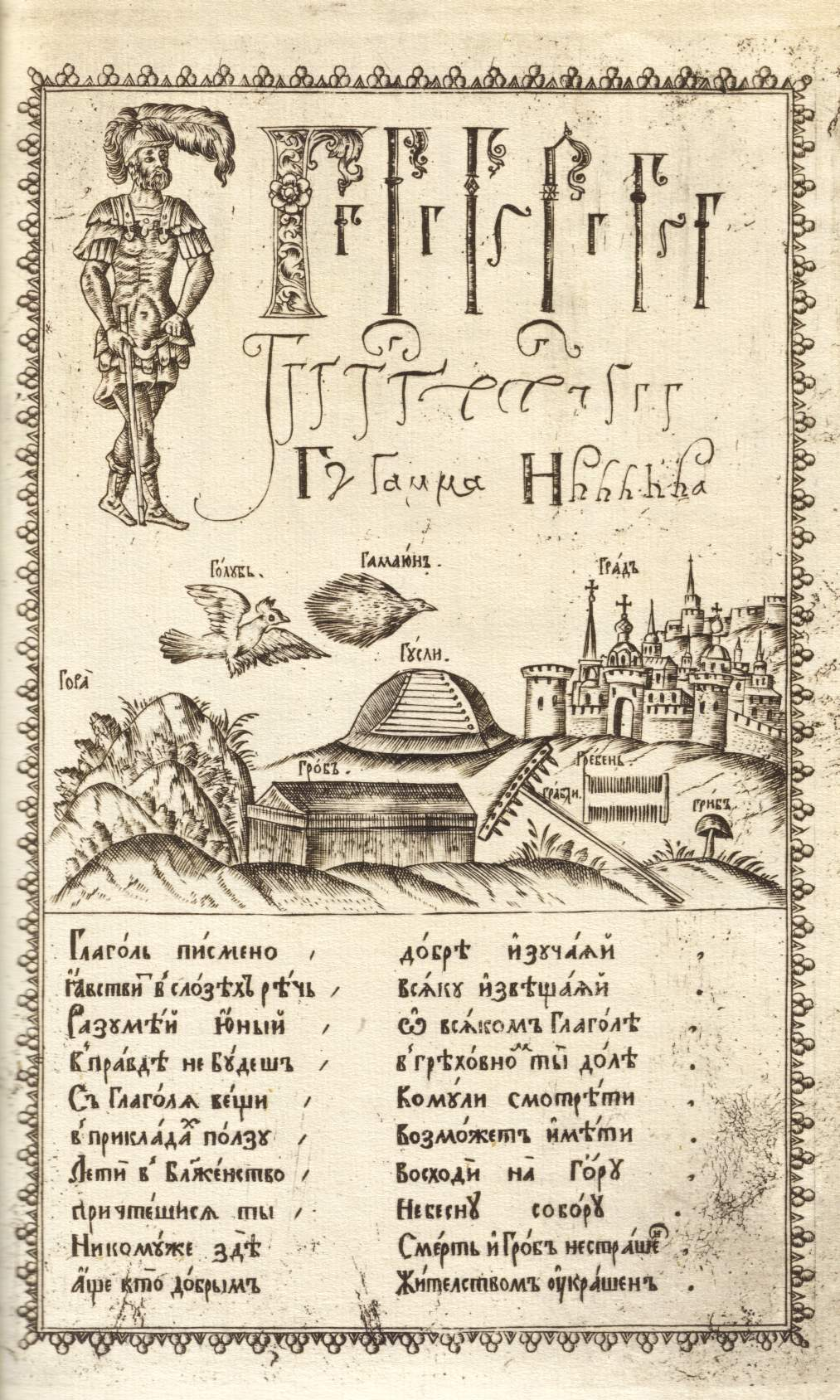
Les formes du gué dans l’Alphabet de Karion Istomin de 1694.

Gué ou hé (capitale Г, minuscule г) est une lettre de l'alphabet cyrillique.

## Linguistique
Г représente généralement la consonne occlusive vélaire voisée (transcrite par /g/ en API).
- En russe, comme de nombreuses consonnes, elle peut être dévoisée en /k/ à la fin d'un mot ou devant une consonne sourde ou palatalisée en /gʲ/ devant certaines voyelles. De plus, dans les terminaisons du génitif singulier masculin des adjectifs его et ого, elle se prononce /v/. Enfin, quelques mots la prononcent /x/ : Бог (Dieu), легко (facilement).
- En ukrainien et en biélorusse, elle est appelée « he » et prononcée comme une consonne fricative glottale voisée (/ɦ/). En ukrainien, le son /g/ est transcrit par la lettre Ґ, le gué hampé.

## Histoire
La lettre Г dérive directement de la lettre grecque gamma.

## Représentation informatique
- Unicode :
  - Majuscule Г : U+0413 : LETTRE MAJUSCULE CYRILLIQUE GUÉ
  - Minuscule г : U+0433 : LETTRE MINUSCULE CYRILLIQUE GUÉ
- ISO/CEI 8859-5 :
  - Majuscule Г : B3
  - Minuscule г : D3
- KOI8-R :
  - Majuscule Г : E4
  - Minuscule г : C4
- Windows-1251 :
  - Majuscule Г : C3
  - Minuscule г : E3